# شيزوكا أراكاوا
شيزوكا أراكاوا (اليابانية: 荒 川 静香، من مواليد 29 ديسمبر 1981) لاعبة تزلج يابانية سابقة، بطلة الألعاب الأولمبية لعام 2006 وبطلة العالم لعام 2004. أراكاوا هي أول متزلج ياباني يفوز بميدالية ذهبية أولمبية في التزلج على الجليد وثاني متزلجة يابانية تفوز بأي ميدالية أولمبية في التزلج على الجليد ، بعد ميدوري إيتو التي فازت بالميدالية الفضية في عام 1992. وهي أيضًا ثاني امرأة يابانية تفوز بميدالية ذهبية الميدالية في دورة الألعاب الأولمبية الشتوية ، بعد المتزلج تاي ساتويا، كانت صاحبة الميدالية اليابانية الوحيدة في دورة الألعاب الأولمبية الشتوية لعام 2006.
تقاعدت أراكاوا من التزلج التنافسي بعد فوزها الأولمبي وبدأت في التزحلق باحتراف في عروض الجليد والمعارض. تعمل أيضًا مذيعة رياضية للتزلج في التلفزيون الياباني.

## روابط خارجية
- شيزوكا أراكاوا في الاتحاد الدولي للتزلج